# Конрад (Золмс-Браунфелс)
Вижте пояснителната страница за други личности с името Конрад.
Конрад фон Золмс-Браунфелс (на немски: Conrad von Solms-Braunfels; * 17 юни 1540; † 28 декември 1592 в Браунфелс) от Дом Золмс е граф на Золмс-Браунфелс в Браунфелс.
Той е син на граф Филип фон Золмс-Браунфелс (1494 – 1581) и първата му съпруга Анна фон Текленбург (ок. 1510 – 1554), дъщеря на Ото VIII фон Текленбург († 1534) и Ирмгард фон Ритберг (* ок. 1480).
Конрад фон Золмс-Браунфелс се жени на 16 юни 1559 г. в Диленбург за графиня Елизабет фон Насау-Диленбург (* 25 септември 1542 в Диленбург; † 18 ноември 1603 в Диленбург), дъщеря на граф Вилхелм I „Богатия“ фон Насау-Диленбург (1487 – 1559) и Юлиана фон Щолберг (1506 – 1580).

## Деца
- Йохан Албрехт I (1563 – 1623), граф на Золмс-Браунфелс в Браунфелс и Гамбах, женен I. на 12 май 1590 г. за графиня Агнес фон Сайн-Витгенщайн (1569 – 1617), и II. на 8 февруари 1619 за графиня Юлиана фон Насау-Диленбург (1565 – 1630)
- Филип Фридрих (1560 – 1567)
- Юлиана (1562 – 1563)
- Еберхард (1565 – 1596)
- Елизабет (1566 –1570)
- Ернст (1568 – 1595)
- Вилхелм I (1570 – 1635), граф на Золмс-Браунфелс-Грайфщайн, женен на 23 август 1600 г. за графиня Мария Амалия фон Насау-Диленбург (1582 – 1635)
- Ото (1572 – 1610), граф на Золмс-Браунфелс в Хунген, женен на 12 февруари 1604 за графиня Урсула фон Глайхен († 1625)
- Райнхард (1573 – 1630), граф на Золмс-Браунфелс в Хунген, женен I. на 23 август 1600 г. за графиня Валбурга Анна фон Даун, Фалкенщайн и Лимбург (1580 – 1618), и II. на 27 октомври 1621 г. за вилд-и рейнграфиня Елизабет фон Залм-Даун (1593 – 1656)
- Филип (1575 – 1628)
- Елизабет Юлиана (1578 – ок. 1634), омъжена на 7 октомври 1698 г. за граф Лудвиг II фон Сайн-Витгенщайн (1571 – 1634)
- Анна Елизабет (1580)
- Хайнрих (1582 – 1602)
- Анна Мария (1585 – 1586)